# Republica Populară Tuva
Republica Populară Tuva (în tuvină Тыва Арат Республик, în rusă Тувинская Народная Республика), denumită și Republica Populară Tannu Tuva, a fost un stat existent între 1921 (când a fost fondată de bolșevici pe teritoriul fostului Urianhaiskii Krai (Урянхайский край) din Imperiul Rus) și 1944. Pe 11 octombrie 1944, în urma cererii parlamentului Tuvei, țara a devenit parte a Uniunii Sovietice. Astăzi teritoriul fostului stat este reprezentat de Republica Tuva din Federația Rusă.

## Recunoaștere
Republica Populară Tuva a fost parțial recunoscută pe plan internațional, doar Uniunea Sovietică și Mongolia semnând de fapt un tratat în 1926 prin care o recunoșteau. Statul era considerat o marionetă a Uniunii Sovietice.

## Capitala
Capitala Republicii Tuva era Kîzîl, fosta Khem-Beldir, redenumită după cuvântul kyzyl, care înseamnă „roșu” în limba tuvanilor.

## Lovitura de stat din 1929
Preotul budist Donduk Kuular a fost primul ministru al statului. Acesta s-a opus influenței lui Stalin în țară și a introdus religia în școală, un aspect opus ideilor ateiste ale politicii Uniunii Sovietice. În cele din urmă sovieticii au creat „Uniunea Revoluționară a Tineretului”; cinci membri ai acesteia au înfăptuit o lovitură de stat împotriva guvernului condus de Donduk Kuular, care a fost executat în 1932. Salchak Toka, unul dintre complotiști, a devenit noul prim-ministru.